# Étienne-Hughes Laurençon
Pour les articles homonymes, voir Laurençon.
Étienne-Hughes Laurençon est un danseur français, né le 8 mars 1803 à Lyon et mort le 14 mai 1883 à Bruxelles.
Il est le père de l'auteur dramatique Henri Laurençon (1835-1910).

## Biographie
Danseur renommé à Paris, Laurençon fait partie de plusieurs troupes foraines. En 1820, le maître de ballet Louis Henry engage Laurençon pour danser à Naples, lors de la création du ballet chinois Chao-Kang, qui obtient un grand succès. En 1823, Laurençon est engagé au Théâtre de la Monnaie de Bruxelles comme danseur comique. Il débute le 8 mai, dans le rôle de Polichinelle du Carnaval de Venise de Louis Milon. Doué pour la pantomime et les rôles de niais, on le surnomme « Mazurier cadet ». Il interprète la plupart des rôles titres dans les créations de Jean-Antoine Petipa, notamment dans Jocko ou le Singe du Brésil en 1826.
En 1828, il est arrêté et emprisonné pour six vols commis à l'encontre de plusieurs danseurs de la troupe bruxelloise. Après avoir été acquitté, Laurençon quitte Bruxelles et contracte un engagement au Théâtre de la Porte-Saint-Martin, où il est premier danseur dans la troupe dirigée par Anatole, aux côtés de Joseph Mazilier. En 1835, il danse au Cirque-Olympique de Paris, puis entre 1838 et 1840 il danse à Nantes (où il a Marius Petipa comme premier danseur) et à Strasbourg.
Il revient à la Porte Saint-Martin en 1843, danse à Bruges l'année suivante, puis revient à Paris au Théâtre des Funambules. Encore premier danseur comique à Rouen en 1856-1857, il met ensuite un terme à sa carrière.
Devenu veuf, il rejoint à Bruxelles son fils Henri qui s'y est installé comme agent dramatique. Laurençon meurt à l'âge de 80 ans au domicile de son fils, galerie de la Reine.